# The Magazine of Fantasy & Science Fiction
The Magazine of Fantasy & Science Fiction (souvent appelé Fantasy and Science Fiction or F&SF) est un magazine américain de science-fiction.  Il paraît pour la première fois en 1949 sous le nom de The Magazine of Fantasy. À la deuxième parution, le terme and Science Fiction apparaît dans le titre. Au début, la publication est trimestrielle, puis bimensuelle, pour finalement être mensuelle.
Tous les éditeurs ont imposé un haut niveau de qualité littéraire. 
À plusieurs reprises, des parutions portant sur un auteur en particulier sont publiées.
Cette liste comprend Poul Anderson, Isaac Asimov, James Blish, Harlan Ellison, Stephen King et Theodore Sturgeon.
Isaac Asimov a aussi écrit une chronique de science-fiction pendant 399 parutions consécutives.
Sous le titre de Best of Fantasy and Science Fiction, il publie plusieurs anthologies des meilleures histoires parues.
Plusieurs contributions remarquables ont paru dans ce magazine (souvent sous des formes plus courtes) :
- Le Journal d'un monstre (Born of Man and Woman, Richard Matheson)
- Jeffty, cinq ans (Jeffty is Five) (Harlan Ellison)
- La Tour sombre (Dark Tower, Stephen King)
- Des fleurs pour Algernon (Flowers for Algernon, Daniel Keyes)
- A Canticle for Leibowitz (Walter M. Miller)

## Éditeurs
- Anthony Boucher (août 1949 à 1958, en collaboration J. Francis McComas)
- J. Francis McComas (1949 à août 1954, en collaboration avec Anthony Boucher)
- Robert P. Mills (septembre 1958 à mars 1962)
- Avram Davidson (avril 1962 à novembre 1964)
- Joseph W. Ferman (décembre 1964 à décembre 1965, essentiellement pour superviser son fils Edward L. Ferman)
- Edward L. Ferman (janvier 1966 à juin 1991)
- Kristine Kathryn Rusch (juillet 1991 à mai 1997)
- Gordon Van Gelder (juin 1997 à 2020)
- Sheree Thomas (2020 à aujourd'hui)